# Integralismus
Integralismus (seltener: Integrismus) bezeichnet eine Weltanschauung, in deren Mittelpunkt eine religiös motivierte Deutung der komplexen Lebensrealität der gegenwärtigen Zivilisation steht.

## Wortbedeutung
Der Begriff leitet sich ab von lat. integratio (ein Ganzes herstellen). Die Endung ismus deutet auf eine Lehre hin. Manche wollen der Fügung vielleicht auch in Anlehnung an Regeneration oder Renouveau catholique die Bedeutung der Wiederherstellung einer früheren Ganzheit geben. In einigen Sprachen bezeichnet Integralismus den religiös-politischen Fundamentalismus. Daher rührt der politische Wortgebrauch im Zusammenhang mit dem Faschismus, speziell für eine brasilianische rechtsextreme Bewegung (Ação Integralista Brasileira).

## Integralismus in der römisch-katholischen Kirche
Das deutsche Wort Integralismus ist abgeleitet von französisch intégrisme. Der Begriff bezeichnet die Geisteshaltung derjenigen kirchlichen Kräfte, die den Abwehrkampf des Papsttums gegen den Modernismus fortsetzen wollten. Er wurde insbesondere in der 1. Hälfte des 20. Jahrhunderts von dessen Kritikern geprägt. Als Zeitrahmen kann die Einführung des Antimodernisteneids durch Papst Pius X. 1910 sowie dessen Abschaffung durch Papst Paul Vl. 1967 gelten. Die Integralen wurden auch „Extrakatholiken“ genannt. Besonders eifrige Antimodernisten nannten sich catholiques integraux (ganzheitliche Katholiken). Die Bewegung speiste sich auch aus einem Unbehagen gegen die „Dekadenz“ des Fin de siècle, gegen den zunehmenden Konsumismus und Materialismus, gegen den rasanten technischen Fortschritt und gegen schnelle gesellschaftliche Änderungen, die zusammenfassend als Säkularisierung bezeichnet werden.
In einem offiziellen kirchlichen Text tauchte der Begriff Integralismus vermutlich erstmals 1947 auf, als Kardinal Emmanuel Suhard (Paris) in seinem Rundschreiben Essor ou déclin de l’Église warnte: « L’essor exigeait d’exclure deux opinions unilaterales, antagonistes et contradictoires – le modernisme et l’integrisme – pour tracer une voie médiane, seul orthodoxe. » (Rundschreiben Aufschwung oder Niedergang der Kirche, deutsch: „Der Aufschwung erfordere es, zwei einseitige, gegensätzliche und widersprüchliche Meinungen auszuschließen, Modernismus und Integralismus, um einen vermittelnden, allein rechtgläubigen Weg zu wählen.“) Der Integralismus wurde also als Gegenbegriff zum Modernismus verstanden und blieb daher in seiner Definition undeutlich.
Papst Johannes Paul II. nannte 1980, während einer Reise nach Paris und Lisieux, in einer Ansprache vor französischen Bischöfen am 1. Juni 1980 wiederum zwei Tendenzen, die er als Fehlinterpretationen des katholischen Glaubens ansah:

« Il s’agit ici de deux tendances bienconnues; le progressisme et l’intégrisme. »

„Es handelt sich hier um zwei wohlbekannte Tendenzen, Progressismus und Integralismus.“

Auch in einer Ansprache an die Jesuiten am 27. Februar 1982 warnte Johannes Paul II. zugleich vor Progressismus und Integralismus. Schließlich tritt der Begriff in einer kurzen päpstlichen Stellungnahme zum europäischen Verfassungsprojekt vom 16. Februar 2003 auf, jetzt in einem politischen Zusammenhang. Johannes Paul II. warnt darin vor ideologischem Laizismus und sektiererischem Integralismus. Bereits Oswald von Nell-Breuning hatte Modernismus und Integralismus als zwei Ausprägungen derselben Leugnung des übernatürlichen Charakters der Kirche bezeichnet.
Heute bezeichnet das Wort Integralismus im kirchlichen Kontext die Geisteshaltung besonders strenger Anhänger der katholischen Tradition. Einige lehnen das von Papst Johannes XXIII. initiierte II. Vatikanische Konzil (1962–1965) ganz oder teilweise ab, weil das Konzil den Abwehrkampf gegen modernistische Tendenzen durch eine indifferente Haltung ersetzt habe.
Vertreter des Integralismus weisen auf die Kontinuität bestimmter Äußerungen des kirchlichen Lehramtes, insbesondere des 19. Jahrhunderts, mit der Tradition der „Kirche aller Zeiten“ hin. Insbesondere die Sätze 15–18 und 77–80 des päpstlichen Syllabus errorum von 1864 und die antimoderne Tendenz der Enzyklika Pascendi von 1907 dienen ihnen als Grundriss einer katholischen Weltanschauung, deren antiliberale, antidemokratische und antiökumenische Züge als zur unveränderlichen Offenbarungswahrheit gehörig interpretiert werden.

## Integralismus in der Politik
Die philosophischen Wurzeln des politischen Integralismus formulierte insbesondere Charles Maurras. Auf deutscher Seite konzipierte Carl Schmitt ähnliche Gedanken. Der Integralismus entwirft einen Katholizismus, bei dem der geistliche Führungsanspruch des Papsttums und der Kirche zugleich eine Zuständigkeit für die Letztentscheidung aller außerkirchlichen Angelegenheiten enthält. In dieser Totalität hat das Papsttum selbst aber seinen Anspruch nie definiert. Die vor allem von der antirepublikanischen Action Française, deren Vordenker Maurras war, vorgenommene, moderne Umdeutung des Papsttums als politisches Prinzip der Romanité hat Pius X. bereits 1914 verurteilt, wenn auch die Lehrverurteilungen erst 1926 von Papst Pius XI. bekanntgegeben und ergänzt wurden.